# Paseo de los Héroes Amazónicos
El Paseo de los Héroes Amazónicos (o denominado en el proyecto como Av. Mariscal Cáceres-Paseo de los Héroes Amazónicos) es una acera museológica, exclusivamente pedestre, ubicada en el centro y a lo largo de la Avenida Mariscal Cáceres, en Iquitos, Perú. Es una obra reciente en la ciudad. Ejecutada por el alcalde de Maynas, Salomón Abensur Díaz, fue construida en todo 2009 e inaugurada a inicios de 2010. Está principalmente dedicada a los héroes que ofrecieron su vida para proteger el pueblo amazónico durante los diferentes combates, entre ellos los realizados en Güeppí.
La obra fue ejecutada con un presupuesto de 9,400 000 soles. Para la construcción se removió toda el área de tierra de la avenida que se encontraba a lado derecho del carril vía Este, dejando una avenida más ancha que la habitual: 14 metros. La anterior vía era angosta, provocando recurrente congestión vehicular. 
El paseo constituye en una acera central en la avenida de 4 metros, que se separa los dos carriles vía Este y Oeste, con un sendero losado y los lados adornados con 40 bustos sobre pedestales de los héroes, además de 43 faroles, jardines ornamentales y algunos asientos resguardados por pequeños toldos. Durante la noche cada busto recibe su propia iluminación: un foco ubicado frente al busto, a lado opuesto. El paseo inicia en la Avenida Miguel Grau con la estatua de un soldado sosteniendo el Pabellón Nacional del Perú, y a su vez, reposa sobre un pedestal más grande, conocido como El Soldado Desconocido. Las orillas de la acera están protegidas por balaustres de cadena, para así impedir que los peatones pisen los jardines. Los dos actuales carriles, vía Este y Oeste, miden 5 metros, mejorando el tránsito vehicular.
Solamente cuatro largas cuadras de la acera está adornada con bustos (hasta la calle Ramón Castilla), continuando las siguientes partes de la acera (sin ellas, pero con el mismo cuidado ornamental) hasta llegar a la calle ribereña Caballero Lastre del lago Moronocha, uno de los confines occidentales de Iquitos.

## El Paseo

### Bustos
| - El Soldado Desconocido - Alberto Bergerie - César Pinglo Pinglo - Juan Sandoval - Samuel Piña Amasifuen - Julián Tapullima - Lizardo Pezo - Faustino José Guivin - Antonio Paredes - Manuel Ramírez Hurtado - José Manuel Sisto Clavero Muga - Pedro Canga Rodríguez - Arturo Leca Rodríguez - Alberto Alberti - Américo Vargas - Baltazar Montoya - Francisco Secada Vignetta - Luis Darío Cayo - Guillero Alfaro - Daniel Valdivia - Fernando Dolci | - Fernando Lores Tenazoa - Alberto Reyes Gamarra - Alfredo Vargas Guerra - Elías Soplin Vargas - Reyes Barta Díaz - Ezequias Tacliva - Octavio Luna Pinche - Ángel Revilla Torres - Javier Silva Angulo - Domingo Torres - Estatuilla de una antorcha - Juan Chávez Valdivia - Víctor Pantoja - Óscar Mávila Ruíz - Carmen Rosa Panduro Ramírez - Juan Manuel Peñaherrera Valera - Luis García Ruíz - Rodrigo Marticorena - Santiago Tapullima - Estatuilla de un Estrechamiento de manos |

### Calles perpendiculares
El Paseo de los Héroes Amazónicos es considerado una de las obras modernizadoras en Iquitos. El Paseo es tan largo que cruza casi toda la ciudad. Debido a eso, muchas calles cruzan por el Paseo. Las calles tangentes son los extremos.
| - Av. Miguel Grau (inicio y tangencia) - cl. Moore - cl. Bolognesi (Francisco Bolognesi) - cl. Fanning (Juan Fanning García) - cl. Ramón Castilla - cl. San Román (Miguel de San Román) - cl. Alzamora (es posible que se refiera a Augusto Vargas Alzamora, Óscar Alzamora o Lizardo Alzamora Porras) | - pj. Jose Olaya - cl. Soledad - pj. Atlántida - pj. San Francisco (es posible que se refiera a San Francisco de Daguas, San Francisco del Yeso o San Francisco de Asís) - cl. Atlántida (esta calle está confundida con el pasaje José Abelardo Quiñonez) - cl. Jose Chávez - cl. Caballero Lastre (final y tangencia) |

## Festivales

### Inauguración
La inauguración se realizó el 4 de enero de 2010, donde asistieron todo el vecindario por donde pasa el paseo. El encargado en la inauguración fue el comandante general de la RMO Alfredo Murgueytio Espinoza, junto al alcalde de Maynas, Salomón Abensur.

### Primera romería después de su inauguración
El 26 de marzo de 2010 el Paseo fue lugar de una romería como primera actividad del LXXVII Aniversario del Combate de Güeppí, y fue una de las principales debido que el Combate de Güeppí fue uno de los enfrentamientos más importantes en la historia de la Amazonia y el Perú.